# 阿拉伯聯合酋長國足球協會
阿聯酋足球協會是專門管轄阿聯酋足球事務的組織。該組織成立於1971年，並在1972年加入國際足協。此外，該組織還是亞洲足協、阿拉伯足球協會和西亞足球協會的成員。

## 外部連結
- 官方網頁 （页面存档备份，存于） （阿拉伯文）
- 國際足協網頁 （页面存档备份，存于）
- 亞洲足協網頁 （页面存档备份，存于）